# American Hockey League
American Hockey League, AHL (pol. Amerykańska Hokejowa Liga) – amerykańsko-kanadyjskie zawodowe rozgrywki hokeja na lodzie. Liga składa się z 30 zespołów (26 z USA i 4 z Kanady) i stanowi bazę rozwojową wobec rozgrywek National Hockey League (NHL). W tych ramach drużyny AHL pełnią rolę zespołów farmerskich dla klubów NHL.
Liga została założona w 1936 roku w Springfield. Trofeum za zwycięstwo w sezonie AHL jest  Puchar Caldera (ang. Calder Cup). Obecnie skład ligi jest podzielony na dwie konferencje (Zachodnią i Wschodnią), a w ich ustalone są po trzy dywizje. W tym układzie istnieje łącznie sześć dywizji po pięć drużyn. Do 2011 istniały cztery dywizje (dwie po 8 i dwie po 7 klubów).

## Historia
Historia ligi sięga 1926, kiedy powstała Kanadyjsko-Amerykańska Liga Hokeja z drużynami w Springfield, Bostonie, Quebeku, Providence oraz New Haven. W 1936 r., CAHL połączyła się z pierwotną wersją Międzynarodowej Ligi Hokeja założoną w 1929, tworząc Międzynarodową-Amerykańską Ligę Hokeja. Po wycofaniu się ostatnich drużyn kanadyjskich w 1941 r., liga przemianowała się na Amerykańską Ligę Hokeja. W sezonie 2001/2002 do ligi dołączyło 6 drużyn z nieistniejącej już International Hockey League.
Biura ligi znajdują się w Springfield, po przeniesieniu z West Springfield. Obecnym prezydentem AHL jest David Andrews.

## Sezon 2018/2019
| Dywizja               | Drużyna                        | Hala                             | Lokalizacja                  | Filia NHL             |                       |                       |                       |
| Konferencja Wschodnia | Konferencja Wschodnia          | Konferencja Wschodnia            | Konferencja Wschodnia        | Konferencja Wschodnia | Konferencja Wschodnia | Konferencja Wschodnia | Konferencja Wschodnia |
| --------------------- | ------------------------------ | -------------------------------- | ---------------------------- | --------------------- | --------------------- | --------------------- | --------------------- |
| Atlantycka            | Bridgeport Sound Tigers        | Webster Bank Arena               | Bridgeport, Connecticut      | New York Islanders    |                       |                       |                       |
| Atlantycka            | Charlotte Checkers             | Bojangles’ Coliseum              | Charlotte, Karolina Północna | Carolina Hurricanes   |                       |                       |                       |
| Atlantycka            | Hartford Wolf Pack             | XL Center                        | Hartford, Connecticut        | New York Rangers      |                       |                       |                       |
| Atlantycka            | Hershey Bears                  | Giant Center                     | Hershey, Pensylwania         | Washington Capitals   |                       |                       |                       |
| Atlantycka            | Lehigh Valley Phantoms         | PPL Center                       | Allentown, Pensylwania       | Philadelphia Flyers   |                       |                       |                       |
| Atlantycka            | Providence Bruins              | Dunkin’ Donuts Center            | Providence, Rhode Island     | Boston Bruins         |                       |                       |                       |
| Atlantycka            | Springfield Thunderbirds       | MassMutual Center                | Springfield, Massachusetts   | Florida Panthers      |                       |                       |                       |
| Atlantycka            | Wilkes-Barre/Scranton Penguins | Mohegan Sun Arena at Casey Plaza | Wilkes-Barre, Pensylwania    | Pittsburgh Penguins   |                       |                       |                       |
| Północna              | Belleville Senators            | Yardmen Arena                    | Belleville, Ontario          | Ottawa Senators       |                       |                       |                       |
| Północna              | Binghamton Devils              | Veterans Memorial Arena          | Binghamton, Nowy Jork        | New Jersey Devils     |                       |                       |                       |
| Północna              | Cleveland Monsters             | Quicken Loans Arena              | Cleveland, Ohio              | Columbus Blue Jackets |                       |                       |                       |
| Północna              | Laval Rocket                   | Place Bell                       | Laval, Quebec                | Montreal Canadiens    |                       |                       |                       |
| Północna              | Rochester Americans            | Blue Cross Arena                 | Rochester, Nowy Jork         | Buffalo Sabres        |                       |                       |                       |
| Północna              | Syracuse Crunch                | Oncenter War Memorial Arena      | Syracuse, Nowy Jork          | Tampa Bay Lightning   |                       |                       |                       |
| Północna              | Toronto Marlies                | Coca-Cola Coliseum               | Toronto, Ontario             | Toronto Maple Leafs   |                       |                       |                       |
| Północna              | Utica Comets                   | Adirondack Bank Center           | Utica, Nowy Jork             | Vancouver Canucks     |                       |                       |                       |
| Konferencja Zachodnia |                                |                                  |                              |                       |                       |                       |                       |
| Środkowa              | Chicago Wolves                 | Allstate Arena                   | Rosemont, Illinois           | Vegas Golden Knights  |                       |                       |                       |
| Środkowa              | Grand Rapids Griffins          | Van Andel Arena                  | Grand Rapids, Michigan       | Detroit Red Wings     |                       |                       |                       |
| Środkowa              | Iowa Wild                      | Wells Fargo Arena                | Des Moines, Iowa             | Minnesota Wild        |                       |                       |                       |
| Środkowa              | Manitoba Moose                 | Bell MTS Place                   | Winnipeg, Manitoba           | Winnipeg Jets         |                       |                       |                       |
| Środkowa              | Milwaukee Admirals             | UW–Milwaukee Panther Arena       | Milwaukee, Wisconsin         | Nashville Predators   |                       |                       |                       |
| Środkowa              | Rockford IceHogs               | BMO Harris Bank Center           | Rockford, Illinois           | Chicago Blackhawks    |                       |                       |                       |
| Środkowa              | San Antonio Rampage            | AT&T Center                      | San Antonio, Teksas          | St. Louis Blues       |                       |                       |                       |
| Środkowa              | Texas Stars                    | H-E-B Center at Cedar Park       | Cedar Park, Teksas           | Dallas Stars          |                       |                       |                       |
| Pacyficzna            | Bakersfield Condors            | Rabobank Arena                   | Bakersfield, Kalifornia      | Edmonton Oilers       |                       |                       |                       |
| Pacyficzna            | Colorado Eagles                | Budweiser Events Center          | Loveland, Kolorado           | Colorado Avalanche    |                       |                       |                       |
| Pacyficzna            | Ontario Reign                  | Citizens Business Bank Arena     | Ontario, Kalifornia          | Los Angeles Kings     |                       |                       |                       |
| Pacyficzna            | San Diego Gulls                | Valley View Casino Center        | San Diego, Kalifornia        | Anaheim Ducks         |                       |                       |                       |
| Pacyficzna            | San Jose Barracuda             | SAP Center at San Jose           | San Jose, Kalifornia         | San Jose Sharks       |                       |                       |                       |
| Pacyficzna            | Stockton Heat                  | Stockton Arena                   | Stockton, Kalifornia         | Calgary Flames        |                       |                       |                       |
| Pacyficzna            | Tucson Roadrunners             | Tucson Convention Center         | Tucson, Arizona              | Arizona Coyotes       |                       |                       |                       |

## Mecz gwiazd
Pierwszy mecz gwiazd ligi AHL odbył się w sezonie 1941/42. Spotkanie odbyło się w Cleveland Arena, a przeciwko sobie stanęły drużyny Wschodu i Zachodu. Wygrała ta pierwsza 5:4. Na kolejny mecz gwiazd czekano 12 lat i był rozgrywany przez sześć kolejnych sezonów. Po czym nastąpiła długa bo aż 36 letnia przerwa. Od sezonu 1994/95 odbywa się cyklicznie co roku. Od następnego sezonu wprowadzono konkursy umiejętności (np. najefektowniej wykonany rzut karny, najszybsze okrążenie). Obecnie spotkanie odbywa się w formule Kanada –	PlanetUSA.